# Čunovo

Městská část v rámci Bratislavy

Čunovo (maďarsky Dunacsún, německy Sarndorf, ve slovenštině nesprávně také Čuňovo) je nejjižnější část hlavního města Slovenska, Bratislavy. Na jihu sousedí s Maďarskem, na západě pak s Rakouskem. Žije zde 919 obyvatel.

## Historie
Poprvé byla samostatná obec zmíněna v roce 1232 pod názvem Chun. V 16. století prchající Chorvati z oblastí, které dobyla Osmanská říše osídlili a rozšířili právě tuto vesnici.
K Československu bylo připojeno na základě mírové smlouvy až k 15. říjnu 1947 jako součást tzv. Bratislavského předmostí (dalšími obcemi, kterých se Maďaři vzdali, byly Rusovce a Jarovce); tehdy zde měl vzniknout bratislavský přístav. Obyvateli byli na konci 40. let převážně Chorvati, kteří si zde uchovávali vlastní folklór a zvyky. Dnes zde žije pouze část těchto obyvatel. Součástí Bratislavy je Čunovo od 1. července 1972.

### Vodní dílo Gabčíkovo
Od roku 1977 bylo v nedaleké blízkosti v okolí maďarského města Dunakiliti, (na Dunaji, jižním směrem od městské části) budováno vodní dílo Gabčíkovo. Vzhledem k mezinárodním sporům ale nikdy nebylo dokončeno v původní podobě (maďarská strana na jaře 1989 od stavby odstoupila). Podle varianty C tak vzniklo i Vodní dílo Čunovo, které zajišťuje odtok vody z mohutné nádrže na maďarskou stranu do původního koryta. Vznikly také i cyklostezky, kanály pro vodní sporty a další zařízení. Roku 2000 bylo v Čunovu otevřeno muzeum Danubiana.

## Sport
V Čunovu se nachází moderní areál vodních sportů určený pro kaoistiku, vodní slalom a rafting na divoké vodě, v roce 2011 se zde konalo Mistrovství světa ve vodním slalomu 2011. V roce 2012 se zde konalo finále Světového poháru ve vodním slalomu 2012.

## Kultura
Na severním cípu ostrova, který odděluje vodní dílo Gabčíkovo od toku Dunaje, bylo z iniciativy nizozemského podnikatele a sběratele umění Gerarda H. Meulensteena v roce 2000 otevřeno soukromé muzeum moderního umění Danubiana. Prvotním cílem byla podpora mladých slovenských výtvarníků, ovšem kromě sbírky současného slovenského umění buduje rovněž mezinárodní sbírku malby, kolekci exteriérové plastiky, pořádá prestižní výstavy umění ze zahraničí a vydává odborné publikace. Od roku 2012 je Danubiana veřejnoprospěšnou muzejní institucí s většinovou účastí státu.